# Conseil suprême interallié
Pour les articles homonymes, voir Interallié.
Le Conseil suprême interallié (en anglais Anglo French Supreme War Council) fut créé à l'été 1939 juste avant le début de la Seconde Guerre mondiale dans le but de mettre au point et de coordonner une stratégie militaire commune entre la France et le Royaume-Uni. Il réunissait dirigeants et hauts responsables militaires des deux pays. Les réunions du Conseil se tinrent en Angleterre et en France du 12 septembre 1939 au 13 juin 1940.

## Le Conseil suprême interallié pendant la drôle de guerre
Neuf réunions du Conseil se déroulèrent pendant la drôle de guerre, de septembre 1939 à avril 1940.

### Première réunion
La première réunion eut lieu à Abbeville le 12 septembre 1939, en présence :
- côté français, du Président du conseil Édouard Daladier et des généraux Maurice Gamelin, chef (généralissime) des armées françaises et Jules Decamp, chef du cabinet militaire du ministre de la Défense nationale et de la Guerre,
- côté britannique, la délégation était dirigée par le Premier ministre Neville Chamberlain accompagné de l'amiral Chatfield, ministre de la coordination de la Défense, et du major général Hastings Lionel Ismay mais sans la participation du commandant en chef du Corps expéditionnaire britannique, le général John Gort.

Refus d'aider la Pologne après l'attaque des Allemands, malgré l'accord.
Les Français, dont les troupes étaient alors pratiquement inactives, proposèrent de déployer des troupes à Thessalonique ou à Istanbul mais les Britanniques ne le souhaitaient pas craignant une réaction de Benito Mussolini (l'Italie n'était pas encore entrée en guerre).

### Seconde réunion
La seconde réunion eut lieu à Hove, sur la côte anglaise à côté de Brighton, le 22 septembre 1939. Y participèrent :
- côté britannique, le Premier ministre Neville Chamberlain et le secrétaire d'État aux Affaires étrangères Lord Halifax,
- côté français, Édouard Daladier, son directeur de cabinet le général Jules Decamp, le général Gamelin, l’amiral François Darlan, chef d'état-major de la marine, le ministre des Munitions Raoul Dautry ainsi que Jean Monnet, président du Comité de coordination franco-britannique (un organisme complémentaire du Conseil chargé de la coordination civile).

Les discussions sur une intervention possible en Grèce ou en Turquie continuèrent sans faire de progrès. On discuta de la production de munitions et du renforcement de la défense aérienne et anti-aérienne en France. Chamberlain y déclara que les Alliés ne pourraient pas empêcher une attaque allemande sur la Yougoslavie. Les Britanniques proposèrent un plan de bombardement de cibles industrielles dans la Ruhr au cas où les Allemands envahiraient la Belgique, mais les Français s'y opposèrent. Selon eux, de tels bombardements n'empêcheraient pas l'occupation de la Belgique et provoqueraient des représailles de la Luftwaffe sur la France et la Grande-Bretagne.

### Troisième et quatrième réunions
Les troisième et quatrième réunions se déroulèrent le 17 novembre à Londres et le 19 décembre à Paris. Les propositions britanniques de bombardements y furent à nouveau discutées, mais sans arriver à un accord. À cette dernière réunion étaient présents :
- Côté français : Édouard Daladier, Guy La Chambre, ministre de l'Air, Auguste Champetier de Ribes, secrétaire d'État aux Affaires étrangères, le général Gamelin, l'amiral Darlan et le diplomate Alexis Léger (plus connu sous son nom de plume, Saint-John Perse)[5].
- Côté britannique : Neville Chamberlain, les lords Halifax, secrétaire d'État aux Affaires étrangères et Chatfield, ministre de la Coordination pour la Défense, les sir Ronald Campbell (en), ambassadeur en France et Alexander Cadogan, sous-secrétaire d'État aux Affaires étrangères et le général Ironside, chef d'état-major de l'armée britannique[5].

### Cinquième réunion
La cinquième réunion, à Paris, le 5 février 1940, se tint pour la première fois en présence de Winston Churchill, alors Premier Lord de l'Amirauté (sorte d'équivalent à ministre de la marine militaire). Les Français proposèrent une expédition à Petsamo, alors en Finlande, engagée dans la guerre d'Hiver. Les Britanniques s'y opposèrent, par crainte de provoquer Staline, l'allié d'Hitler. Mais ils approuvèrent un autre plan français de débarquement en Norvège, à Narvik, à condition d'obtenir l'approbation de la Norvège et de la Suède. Cependant pour ne pas compromettre leur neutralité, la Norvège et la Suède refusèrent le plan.

### Sixième réunion
La sixième réunion eut lieu à Londres le 28 mars 1940 avec :
- côté français, le nouveau président du Conseil Paul Reynaud, le ministre de la Marine militaire César Campinchi, le ministre de l’Air Laurent Eynac, l’ambassadeur de France au Royaume-Uni Charles Corbin, le diplomate Saint-John Perse, le général Maurice Gamelin, l’amiral Darlan, le général Vuillemin, chef d'état-major de l'Armée de l'air, et le général Koeltz, aide-major général au Grand quartier général,
- côté britannique, le Premier ministre Neville Chamberlain, le secrétaire d'État aux Affaires étrangères Lord Halifax, le Premier lord de l'Amirauté Winston Churchill et le secrétaires d'État à la Guerre Oliver Stanley et à l'Air Sir Kingsley Wood.

Les Français proposèrent de bombarder les champs pétrolifères du Caucase pour couper l'accès des Allemands au pétrole russe mais les Britanniques s'y opposèrent. De leur côté, les Français acceptèrent l'idée de mouiller des mines dans le Rhin, d'y détruire les ponts et de perturber la circulation des péniches. L'opération devait commencer le 4 avril 1940 mais avorta, Paul Reynaud n'ayant pu obtenir l'accord de son gouvernement pour miner le Rhin. Elle sera cependant réalisée à partir de mai 1940 sous le nom d'Operation Royal Marine (en). Dans un communique conjoint, les deux gouvernements prirent l'engagement de ne jamais négocier ni signer un armistice ou un traité sans accord mutuel. Côté français, cet engagement n’aurait pu avoir de valeur juridique et politique que s’il avait été ratifié par le parlement - ce qui ne fut jamais fait - car le Président du Conseil n’avait pas la possibilité d’engager seul la France concernant une décision aussi importante. 
Une réunion d’urgence du Conseil eut lieu à Londres le 9 avril 1940, avec Paul Reynaud, Édouard Daladier et l’amiral François Darlan. Il y fut décidé le Plan R 4, l'invasion de la Norvège par une force franco-britannique.
Deux autres réunions eurent lieu à Paris les 22 et 23 avril, puis à Londres le 27.

## Les dernières réunions, pendant la bataille de France
Les cinq dernières réunions du Conseil eurent lieu entre mi-mai et mi-juin 1940, trois à Paris, et face à l'avancée allemande, les deux dernières dans le Val de Loire. En pleine bataille de France, ces cinq dernières réunions furent organisées dans la précipitation et l'improvisation et leurs comptes rendus dénotent la confusion y régnant et un certain aspect dramatique. Ce ne furent pas les seules rencontres entre dirigeants des deux pays pendant cette période. Outre les échanges téléphoniques et les télégrammes, Reynaud se rendit à Londres le 26 mai, De Gaulle le 9 juin et le général Spears vint rencontrer Reynaud.
L'historien François Bédarida découpe ces réunions en 3 phases :
- la première, avec les 2 réunions qui se tiennent à Paris les 16 et le 22 mai 1940, quelques jours après le début de l'offensive allemande, est celle de la bataille perdue. L'objectif est alors de stopper la ruée allemande et de sauver les troupes franco-britanniques, isolées par la poussée allemande vers la mer du Nord. Y assistent côté britannique Winston Churchill, devenu Premier ministre, le général John Dill, adjoint au chef d'état-major impérial, le général Hastings Lionel Ismay, secrétaire du Comité de défense impériale et conseiller militaire du Premier ministre, et le maréchal de l’Air Philip Joubert de la Ferté. Le fragile plan Weygand de prendre en tenaille les troupes allemandes avancées y est adopté mais il ne tient pas 2 jours et les Alliés se concentrent alors sur l'évacuation de Dunkerque.

- L'évacuation des troupes prises dans la poche de Dunkerque est l'objet principal de la réunion du 31 mai, qui se tient aussi à Paris. Elle marque une nouvelle phase avec l'apparition des premières divergences entre Britanniques et Français[1] et une certaine acrimonie dans les échanges[1]. Y participent : 
  - pour les Britanniques, Winston Churchill, le vice-premier ministre Clement Attlee, le général John Dill, le général Hastings Lionel Ismay et le représentant personnel de Churchill Edward Spears.
  - Les Français incluaient Paul Reynaud, Philippe Pétain, nouveau vice-président du Conseil, et le général Weygand, nouveau chef (généralissime) des armées françaises en remplacement de Gamelin.

- Enfin les deux dernières réunions, la conférence de Briare, dans le Loiret, les 11 et 12 juin, et celle du lendemain à Tours, marquent la dernière phase : devant la débâcle incontrôlable des troupes françaises, certains côté français envisagent l'armistice[1] alors que Britanniques et côté français Reynaud et de Gaulle souhaitent que la France continue le combat.

### Conférence de Briare

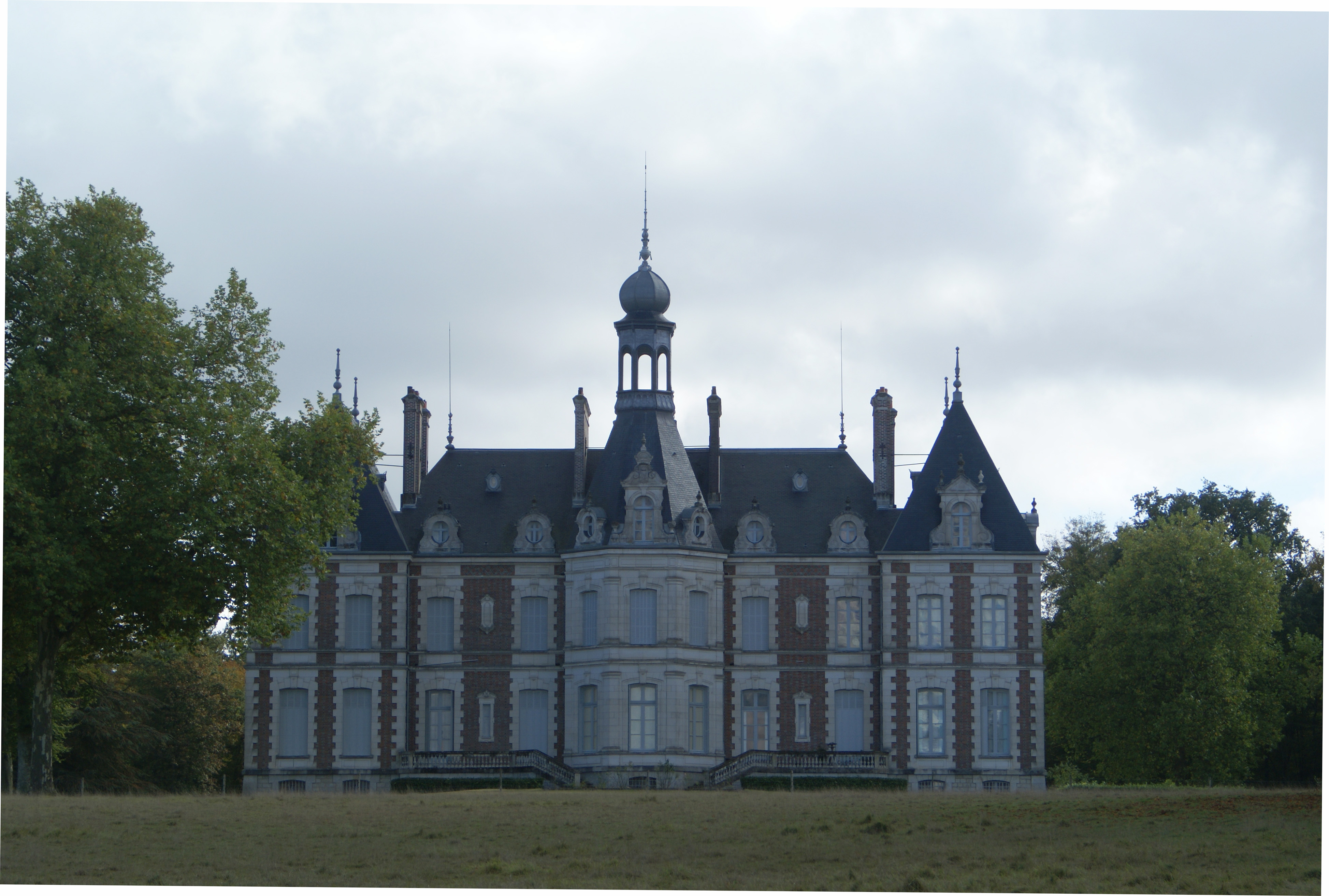
Le château du Muguet où se tint la conférence dite de Briare

La réunion, dite conférence de Briare, se tint les 11 et 12 juin 1940 au château du Muguet, à Breteau (sud-est du Loiret), non loin de Briare où l'état-major français s'était installé et où l'avion de la délégation britannique avait atterri. Alors que le gouvernement français s'était replié sur Tours et ses environs face à la progression de l'armée allemande, cette réunion marque la première fracture entre les alliés français et britanniques sur la volonté de poursuivre de la guerre. 
Sont présents :
- côté britannique, Winston Churchill, Anthony Eden, les généraux Spears, délégué spécial britannique auprès du gouvernement français, Ismay et Dill[8].
- côté français, Paul Reynaud, Philippe Pétain, Charles de Gaulle tout nouveau sous-secrétaire d'État à la Guerre et à la Défense nationale, les généraux Maxime Weygand, et Alphonse Georges, son adjoint[8], le colonel de Villelume, chef de cabinet au ministère de la Guerre et le diplomate Roland de Margerie[8] (qui en fera le compte rendu officiel[9]).

### Conférence de Tours
Prolongation de la conférence de Briare qui s'était tenu les deux jours précédents et ultime réunion du Conseil, elle se déroula le 13 juin 1940 à la préfecture de Tours. Y sont présents :
- dans la délégation britannique, le Premier ministre, Winston Churchill, le secrétaire aux Affaires étrangères Lord Halifax, le secrétaire à la Construction d'aéronefs Lord Beaverbrook, le sous-secrétaire d'État aux Affaires étrangères Sir Alexander Cadogan et les généraux Ismay et Edward Spears;
- dans la délégation française, le président du conseil Paul Reynaud, accompagné par Paul Baudoin, sous-secrétaire d’État à la Présidence du conseil et secrétaire du Comité de guerre, son directeur de cabinet Roland de Margerie et Charles de Gaulle, sous-secrétaire d'État à la Guerre et à la Défense nationale[10].

La réunion souligna encore plus la fracture entre Britanniques et Français. Les dirigeants britanniques rentrèrent à Londres et le gouvernement français se replia sur Bordeaux où Paul Reynaud démissionna trois jours plus tard. Pétain, nommé nouveau président du Conseil, commença presque immédiatement les négociations d'armistice.